# ŽNK Vuka
ŽNK Vuka, ženski je nogometni klub iz Vuke, općine u Osječko-baranjskoj županiji‎.

## Povijest
Ženski nogometni klub Vuka osnovan je 2002. godine. Na osnivačkoj skupštini za prvoga predsjednika kluba izabran je Ivica Pavković.
Igrale su u 2. HNLŽ istok u sezonama 2002./03. i 2003./04. Pod vodstvom trenera Dalibora Mičića, nakon drugoga mjesta u prvoj natjecateljskoj sezoni, 2004. godine postale su prvakinje 2. HNLŽ istok no zbog pomanjkanja financijskih sredstava nisu se mogle uključiti u kvalifikacije za ulazak u prvi razred hrvatskoga ženskog nogometa.